# Wapienne (łąka)
Wapienne lub Pastwisko Wapienne – duża łąka i polana w Pieninach Spiskich. Znajduje się na ich południowym stoku pomiędzy Żarem a przełęczą Przesła. Jej zachodnia część, częściowo oddzielona lasem, to Miśkowa Szkółka. Wapienne położone jest na wysokości około 780–830 m n.p.m. Polana zajmuje również stoki południowe, schodząc w dół aż do podnóży Ostrej Góry. Przechodzi przez nią droga gruntowa do Łapszy Niżnych. Polana jest użytkowana jako łąka i pastwisko. Jest dobrym punktem widokowym na Tatry i Zamagurze.
Wapienne znajduje się we wsi Łapsze Niżne w województwie małopolskim, w powiecie nowotarskim, w gminie Łapsze Niżne.

## Szlaki turystyki pieszej i rowerowej i konnej
pieszy od zamku w Niedzicy przez Cisówkę, Przesła, górne obrzeża polany Wapienne i Żar do Dursztyna. Czas przejścia w każdą stronę po 3:30 godz.
 rowerowy od zamku w Niedzicy przez Cisówkę, Przesła i Wapienne, tą samą trasą, co szlak pieszy. Na Wapiennym skręca na południe i w dół drogą prowadzącą przez polanę sprowadza do Łapszy Niżnych.